# Saint-Lary (Gers)
Saint-Lary (gaskognisch: Sent Lari) ist eine französische Gemeinde mit 274 Einwohnern (Stand: 1. Januar 2022) im Département Gers in der Region Okzitanien (vor 2016 Midi-Pyrénées). Sie gehört zum Arrondissement Auch und zum Kanton Gascogne-Auscitaine. Saint-Lary ist zudem Mitglied des 2001 gegründeten Gemeindeverbands Grand Auch Cœur de Gascogne. Die Einwohner werden Saint-Lariens genannt.

## Lage
Saint-Lary liegt an der Loustère, etwa zehn Kilometer nordwestlich der Stadt Auch. Umgeben wird Saint-Lary von den Nachbargemeinden Jegun im Nordwesten und Norden, Lavardens im Norden und Nordosten, Castillon-Massas im Osten, Castin im Südosten, Ordan-Larroque im Süden und Westen sowie Antras im Westen und Nordwesten.

## Bevölkerungsentwicklung
| Jahr                       | 1962 | 1968 | 1975 | 1982 | 1990 | 1999 | 2006 | 2011 | 2020 |
| Einwohner                  | 170  | 154  | 134  | 141  | 174  | 194  | 227  | 271  | 278  |
| Quellen: Cassini und INSEE |      |      |      |      |      |      |      |      |      |

## Sehenswürdigkeiten
- gallorömische Turmreste einer Festung

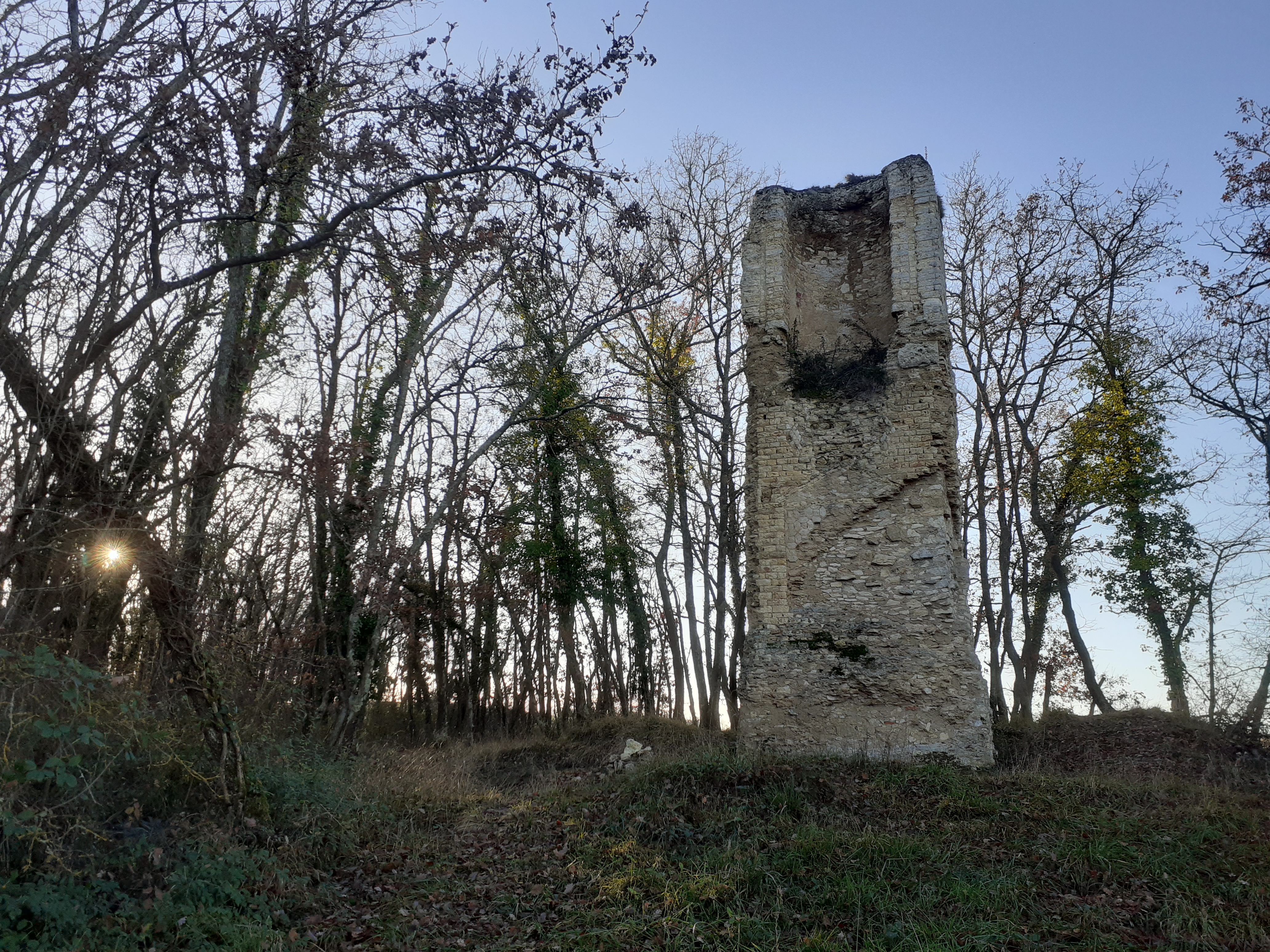
Turmruine

- Kirche Saint-Hilaire[1]

## Persönlichkeiten
- Grichka und Igor Bogdanoff, Science-Fiction-Autoren